# Elena Díaz Hevia
Amelia Elena Díaz Hevia (Arica, 27 de noviembre de 1924-13 de agosto de 2022) fue una activista social, estilista y política chilena, militante del Partido Comunista de Chile (PCCh). Se desempeñó como alcaldesa de Arica durante dos períodos no consecutivos, de 1968 a 1969; y luego entre 1971 al 11 de septiembre de 1973, siendo destituida tras el golpe de Estado en Chile ese mismo año.
Tras el retorno a la democracia fue electa concejala de Arica en las elecciones municipales de 2004, siendo reelecta por 4 períodos consecutivos, dejó el cargo el 28 de junio de 2021.

## Biografía
Nació el 27 de noviembre de 1924. Se trasladó a la ciudad de Arica junto a su marido, un suplementero. Tras establecerse en la región, se transformó en dirigenta de la zona y luchó por distintos avances en materia de derechos sociales.
Fue vicepresidenta de la Junta de Adelanto de Arica, comandó la toma y parcelación del Cerro La Cruz, lo que permitió el desarrollo habitacional de la zona.
Falleció el 12 de agosto de 2022 en su residencia ubicada en Arica. Fue velada el 14 de agosto en el Edificio Consistorial de la municipalidad de Arica, donde se entonó el himno de la ciudad y se izaron las banderas a media hasta en su honor.

## Carrera política

### Alcaldesa de Arica
En 1968 se transforma en alcaldesa de la comuna de Arica, siendo la primera mujer en llegar al cargo. Se mantiene en funciones hasta el año siguiente, cuando es reemplazada por el demócrata cristiano, José Solari.
En 1971 es reelecta alcaldesa de la ciudad, durante su gestión ejerció simultáneamente como vicepresidenta de la Junta de Adelanto de Arica y llevó a cabo diversos proyectos referentes al avance de la infraestructura, como la construcción de la Piscina Olímpica de la comuna. Es destituida de su cargo y exiliada del país el 11 de septiembre de 1973 tras golpe de Estado que derrocó al gobierno de la Unidad Popular.

### Retorno a la democracia y concejala
Una vez Chile retornó a la democracia, se presenta como candidata a concejala de Arica en las elecciones municipales de los años 1996 y 2000, sin resultar electa. Intenta ,nuevamente, llegar al concejo municipal en las elecciones de 2004, siendo electa con el 6.85% de los votos.
Fue reelecta concejala en 2008 con el 11.16% de los votos. Casi finalizando su período como edil fue imputada por la justicia por cohecho pasivo propio agravado y fraude al fisco junto a otros 18 funcionarios municipales, entre los que se encontraban el suspendido alcalde de la comuna, Waldo Sankán y otros 6 concejales.
El fiscal Carlos Eltit reveló que la concejala Díaz percibió más de 4 millones de pesos en abril de 2012, depositados en su cuenta de ahorro, la que fue requisada e investigada por el Ministerio Público. El dinero habría sido a cambio de su voto a favor de la concesión del Vertedero Municipal, siendo detenida por la Policía de Investigaciones el 24 de abril de ese año.
El 25 de abril de 2012, tras dos días de formalización, la edil sufre un desmayo en plena audiencia y es formalizada en una camilla. En el 26 del mismo mes se le decreta arresto domiciliario y suspensión de acercarse a la sede municipal, al no estar condenada se presenta a reelección en las elecciones municipales de 2012, logrando un 4.83% y siendo ratificada como concejala.
Casi un año después, el 17 de abril de 2013, se levanta la sanción en su contra y vuelve a ejercer libremente su cargo. El 16 de agosto la edil se acogió a la salida alternativa de suspensión condicional del procedimiento que le ofreció la Fiscalía, en base a que las penas asignados a los delitos por los cuales fue formalizada no exceden los tres años de privación de libertad y  no registra antecedentes penales. Quedó con condición de firmar de manera bimensual en el Ministerio Público y fijación de su domicilio.
Es reelecta concejala por un cuarto período en las elecciones de 2016, con el 3.10% de los votos. Su período debía finalizar el 6 de diciembre de 2020, pero debido a la pandemia de COVID-19, este se extendió hasta el año 2021. Debido a la ley de límite de a reelección deja su cargo el 28 de junio de 2021, sin posibilidad de postular nuevamente.
Su gestión giró en torno a las personas de la tercera edad y remodelación de la infraestructura comunal.

## Historial electoral

### Elecciones municipales de 1996
- Elecciones municipales de 1996, para la alcaldía y concejo municipal de Arica. [13]

(Se consideran sólo candidatos sobre el 1% de los votos y candidatos electos)
| Candidato                | Pacto                          | Partido | Votos  | %     | Resultado |
| ------------------------ | ------------------------------ | ------- | ------ | ----- | --------- |
| Iván Paredes Fierro      | Concertación por la Democracia | PS      | 31 783 | 43,94 | Alcalde   |
| Luis Gutiérrez Torres    | Concertación por la Democracia | PRSD    | 13 144 | 18,17 | Concejal  |
| Jaime Arancibia          | Unión por Chile                | ILD     | 8 308  | 11,49 | Concejal  |
| Hernán Lagos Zúñiga      | Concertación por la Democracia | PDC     | 3 867  | 5,35  | Concejal  |
| Elena Díaz Hevia         | La Izquierda                   | PCCh    | 3 699  | 5,11  |           |
| Miriam Sandoval Arenas   | Concertación por la Democracia | PDC     | 1 955  | 2,70  | Concejala |
| Aquiles Sierra Neira     | Unión por Chile                | RN      | 1 462  | 2,02  |           |
| Patricio Moya Muñoz      | Concertación por la Democracia | PPD     | 1 305  | 1,80  | Concejal  |
| Marcelo Urrutia Aldunate | Unión por Chile                | ILD     | 903    | 1,25  |           |
| Juan Restelli Portuguez  | Concertación por la Democracia | PPD     | 869    | 1,20  | Concejal  |
| Fresia Lam Luza          | Concertación por la Democracia | PS      | 588    | 0,81  | Concejala |

### Elecciones municipales de 2000
- Elecciones municipales de 2000, para la alcaldía y concejo municipal de Arica.

(Se consideran sólo candidatos sobre el 1% de los votos y candidatos electos)
| Candidato                    | Pacto                                      | Partido | Votos  | %     | Resultado |
| ---------------------------- | ------------------------------------------ | ------- | ------ | ----- | --------- |
| Carlos Valcarce Medina       | Alianza por Chile                          | RN      | 31 115 | 44,24 | Alcalde   |
| Iván Paredes Fierro          | Concertación de Partidos por la Democracia | PS      | 20 957 | 29,80 | Concejal  |
| Waldo Sankán Martínez        | Concertación de Partidos por la Democracia | PPD     | 6 693  | 9,52  | Concejal  |
| Elena Díaz Hevia             | La Izquierda                               | PCCh    | 2 172  | 3,09  |           |
| Miriam Sandoval Arenas       | Concertación de Partidos por la Democracia | PDC     | 1 397  | 1,99  |           |
| Oscar Eloy Gómez             | La Izquierda                               | ILB     | 1 019  | 1,45  |           |
| Eloy Zapata Espinoza         | Concertación de Partidos por la Democracia | PRSD    | 908    | 1,29  |           |
| Luis Órdenes Toro            | La Izquierda                               | ILB     | 894    | 1,27  |           |
| Jaime Arancibia              | Alianza por Chile                          | ILC     | 378    | 0,54  | Concejal  |
| Fresia Lam Luza              | Concertación de Partidos por la Democracia | PS      | 315    | 0,45  | Concejala |
| Patricio de la Plaza Gumucio | Alianza por Chile                          | UDI     | 175    | 0,25  | Concejal  |
| María Risco Osses            | Concertación de Partidos por la Democracia | PPD     | 197    | 0,28  | Concejala |
| Sebastián Matte Contreras    | Alianza por Chile                          | ILC     | 101    | 0,14  | Concejal  |

### Elecciones municipales de 2004
- Elecciones municipales de 2004, para el concejo municipal de Arica. [14]

(Se consideran sólo candidatos sobre el 2% de los votos y candidatos electos)
| Candidato                   | Pacto                          | Partido | Votos | %     | Resultado |
| --------------------------- | ------------------------------ | ------- | ----- | ----- | --------- |
| Waldo Sankán Martínez       | Concertación por la Democracia | PPD     | 6 319 | 10,19 | Concejal  |
| Emilia Ulloa Valenzuela     | Alianza                        | RN      | 5 961 | 9,62  | Concejal  |
| Mauricio Paredes Fierro     | Concertación por la Democracia | ILC     | 5 251 | 8,47  | Concejal  |
| Jaime Arancibia             | Alianza                        | UDI     | 4 942 | 7,97  | Concejal  |
| José Durana Semir           | Alianza                        | UDI     | 4 376 | 7,06  | Concejal  |
| Eloy Zapata Espinoza        | Concertación por la Democracia | PRSD    | 5 251 | 7,04  | Concejal  |
| Elena Díaz Hevia            | Juntos Podemos                 | PCCh    | 4 249 | 6,85  | Concejala |
| Marcela Palza Cordero       | Concertación por la Democracia | PDC     | 3 492 | 5,63  | Concejala |
| Miriam Arenas Sandoval      | Concertación por la Democracia | PDC     | 2 840 | 4,58  |           |
| Miguel Saavedra Palma       | Concertación por la Democracia | ILC     | 2 266 | 3,66  |           |
| Aquiles Sierra Neira        | Alianza                        | RN      | 2 224 | 3,59  |           |
| Jorge Mollo Vargas          | Concertación por la Democracia | PDC     | 1 694 | 2,73  |           |
| Cristian Rodríguez Sanhueza | Juntos Podemos                 | PH      | 1 636 | 2,64  |           |

### Elecciones municipales de 2008
- Elecciones municipales de 2008, para el concejo municipal de Arica.

(Se consideran sólo candidatos sobre el 1% de los votos y candidatos electos)
| Candidato                   | Pacto                    | Partido | Votos | %     | Resultado |
| --------------------------- | ------------------------ | ------- | ----- | ----- | --------- |
| Orlando Vargas Pizarro      | La Fuerza del Norte      | ILB     | 9 123 | 14,90 | Concejal  |
| Elena Díaz Hevia            | Juntos Podemos Más       | PCCh    | 6 834 | 11,16 | Concejala |
| María Becerra Jelvez        | Alianza                  | RN      | 4 375 | 7,14  | Concejala |
| José Durana Semir           | Alianza                  | UDI     | 4 283 | 6,99  | Concejal  |
| Emilio Ulloa Valenzuela     | Alianza                  | RN      | 3 240 | 5,29  | Concejal  |
| Juan Carlos Chinga Palma    | Alianza                  | RN      | 2 999 | 4,90  |           |
| Marcela Palza Cordero       | Concertación Democrática | PDC     | 2 812 | 4,59  | Concejala |
| Jaime Arancibia             | Alianza                  | UDI     | 2 477 | 4,05  |           |
| Mauricio Paredes Fierro     | Concertación Democrática | PS      | 2 255 | 3,68  |           |
| Jorge Mollo Vargas          | Concertación Democrática | PDC     | 2 096 | 3,42  |           |
| Eloy Zapata Espinoza        | Concertación Progresista | PRSD    | 1 443 | 2,36  | Concejal  |
| Valerio Cañipa Tarque       | Alianza                  | ILE     | 1 361 | 2,22  |           |
| Daniel Chipana Castro       | Concertación Progresista | ILF     | 1 349 | 2,20  |           |
| Cristian Rodríguez Sanhueza | Por un Chile Limpio      | ILA     | 1 230 | 2,01  |           |
| Orlando Mundaca Muñoz       | Concertación Progresista | PRSD    | 950   | 1,55  |           |
| Jorge Aragón Vivanco        | Por un Chile Limpio      | ILA     | 935   | 1,53  |           |
| Carmen Araya Caneo          | Alianza                  | UDI     | 793   | 1,30  |           |
| Patricio Sanhueza Guzmán    | Concertación Progresista | PPD     | 773   | 1,26  |           |
| Lugarda Ortiz Araya         | Concertación Democrática | PDC     | 769   | 1,26  |           |
| Richard Vildoso Rojas       | Concertación Democrática | PDC     | 698   | 1,14  |           |
| Javier Araya Cortés         | La Fuerza del Norte      | ILB     | 694   | 1,13  |           |
| Samuel Díaz Silva           | Juntos Podemos Más       | PCCh    | 691   | 1,13  |           |
| Sergio Onell Lucero         | Juntos Podemos Más       | PH      | 680   | 1,11  |           |
| Patricia Fernández Araya    | La Fuerza del Norte      | FP      | 575   | 0,94  | Concejala |

### Elecciones municipales de 2012
- Elecciones municipales de 2012, para el concejo municipal de Arica.

(Se consideran sólo candidatos sobre el 2% de los votos y candidatos electos)
| Candidato                 | Pacto                          | Partido | Votos | %    | Resultado |
| ------------------------- | ------------------------------ | ------- | ----- | ---- | --------- |
| Emilio Ulloa Valenzuela   | Coalición                      | RN      | 3 817 | 8,03 | Concejal  |
| Osvaldo Abdala Valenzuela | Por un Chile Justo             | PPD     | 3 320 | 6,98 | Concejal  |
| Juan Chinga Palma         | Coalición                      | RN      | 2 465 | 5,19 | Concejal  |
| Elena Díaz Hevia          | Por un Chile Justo             | PCCh    | 2 295 | 4,83 | Concejala |
| Andrés Peralta Martinich  | Coalición                      | UDI     | 2 132 | 4,48 | Concejal  |
| Lissette Sierra Ocayo     | Coalición                      | ILH     | 2 052 | 4,32 | Concejala |
| Carlos Ojeda Murillo      | Más Humanos                    | PH      | 1 651 | 3,47 |           |
| Mauricio Paredes Fierro   | Por el Desarrollo del Norte    | FDN     | 1 417 | 2,98 |           |
| Carolina Videla Osorio    | Por un Chile Justo             | PCCh    | 1 408 | 2,96 |           |
| Miguel Leiva Pizarro      | Por un Chile Justo             | PPD     | 1 408 | 2,96 | Concejal  |
| Jaime Arancibia           | Coalición                      | UDI     | 1 335 | 2,81 |           |
| Patricio Gatica Roco      | Regionalistas e independientes | PRI     | 1 241 | 2,61 | Concejal  |
| Miriam Arenas Sandoval    | Concertación Democrática       | PDC     | 1 120 | 2,36 | Concejala |
| Daniel Chipana Castro     | Por un Chile Justo             | ILE     | 999   | 2,10 |           |
| José Lee Rodríguez        | El Cambio por Ti               | PRO     | 977   | 2,06 | Concejal  |

### Elecciones municipales de 2016
- Elecciones municipales de 2016, para el concejo municipal de Arica.

(Se consideran sólo candidatos sobre el 2% de los votos y candidatos electos)
| Candidato                   | Pacto                        | Partido | Votos | %    | Resultado |
| --------------------------- | ---------------------------- | ------- | ----- | ---- | --------- |
| Juan Chinga Palma           | Chile Vamos                  | RN      | 2 175 | 4,85 | Concejal  |
| Emilio Ulloa Valenzuela     | Chile Vamos                  | RN      | 1 640 | 3,65 |           |
| Carlos Ojeda Murillo        | Alternativa Democrática      | PH      | 1 610 | 3,59 | Concejal  |
| Elena Díaz Hevia            | Nueva Mayoría por Chile      | PCCh    | 1 390 | 3,10 | Concejala |
| Dolores Cautivo Ahumada     | Nueva Mayoría por Chile      | PCCh    | 1 349 | 3,01 |           |
| Luis Malla Valenzuela       | Alternativa Democrática      | ILP     | 1 308 | 2,91 | Concejal  |
| Patricio Gálvez Cantillano  | Con la Fuerza del Futuro     | ILG     | 1 239 | 2,76 | Concejal  |
| Cristian Rodríguez Sanhueza | Alternativa Democrática      | PL      | 1 234 | 2,75 |           |
| Miriam Arenas Sandoval      | Poder Ecologista y Ciudadano | ILC     | 1 170 | 2,61 | Concejala |
| Paul Carvajal Quiroz        | Alternativa Democrática      | PH      | 1 164 | 2,59 | Concejal  |
| Verónica Foppiano Díaz      | Alternativa Democrática      | PL      | 1 140 | 2,54 |           |
| Jorge Mollo Vargas          | Nueva Mayoría para Chile     | PDC     | 1 037 | 2,31 | Concejal  |
| Daniel Chipana Castro       | Nueva Mayoría por Chile      | ILS     | 1 034 | 2,30 | Concejal  |
| Jaime Arancibia             | Chile Vamos                  | UDI     | 959   | 2,14 | Concejal  |
| Carmen Tupa Huanca          | Nueva Mayoría por Chile      | PPD     | 921   | 2,05 |           |
| Leonardo Bórquez Castillo   | Poder Ecologista y Ciudadano | ILC     | 941   | 2,10 |           |